# Чемпионат Европы по мини-футболу 2016
Чемпионат Европы по мини-футболу 2016 — десятый УЕФА чемпионат Европы для мужских национальных сборных по футзалу. Финальный раунд турнира прошёл в Сербии (впервые в этой стране), с 2 по 13 февраля 2016 года. Матчи состоялись на арене «Белградская Арена» в Белграде.

## Места проведения
Все матчи были сыграны на «Комбанк Арене». На время проведения чемпионата арена «Комбанк Арена» носила название Белградская Арена, по спонсорским причинам. Первоначально «Хала Пионир» была предложена, в качестве арены, на которой должны были пройти матчи групповой стадии.
| Место       | Белградская Арена |
| Вместимость | 20.000            |
| Изображение |                   |

## Участники

### Квалифицированные команды
| Страна      | Квалифицировались как | Предыдущее участие в турнире1, 2                         |
| ----------- | --------------------- | -------------------------------------------------------- |
| Сербия      | Хозяин                | 4 (1999, 2007, 2010, 2012)                               |
| Россия      | Победитель Группы 1   | 9 (1996, 1999, 2001, 2003, 2005, 2007, 2010, 2012, 2014) |
| Испания     | Победитель Группы 2   | 9 (1996, 1999, 2001, 2003, 2005, 2007, 2010, 2012, 2014) |
| Италия      | Победитель Группы 3   | 9 (1996, 1999, 2001, 2003, 2005, 2007, 2010, 2012, 2014) |
| Украина     | Победитель Группы 4   | 8 (1996, 2001, 2003, 2005, 2007, 2010, 2012, 2014)       |
| Словения    | Победитель Группы 5   | 4 (2003, 2010, 2012, 2014)                               |
| Хорватия    | Победитель Группы 6   | 4 (1999, 2001, 2012, 2014)                               |
| Португалия  | Победитель Группы 7   | 6 (1999, 2003, 2005, 2007, 2010, 2012, 2014)             |
| Венгрия     | Победитель Плей-офф   | 2 (2005, 2010)                                           |
| Казахстан   | Победитель Плей-офф   | Дебют                                                    |
| Чехия       | Победитель Плей-офф   | 6 (2001, 2003, 2005, 2007, 2010, 2012, 2014)             |
| Азербайджан | Победитель Плей-офф   | 3 (2010, 2012, 2014)                                     |

### Жеребьевка
Жеребьевка финального раунда турнира была проведена 2 октября 2015 года в Белграде в Белградском Городском Холле (Belgrade Town Hall) в 12:00 (UTC+2:00), где бывший сербский футболист Деян Станкович был представлен в качестве посла турнира и помог провести жеребьевку. 12 сборных были вовлечены в четыре группы по три команды. Сборные были посеяны с соответствием коэффициента рейтинга. Сборные Сербия и Италия были посеяны автоматически в корзину 1, как хозяева турнира и чемпионы предыдущего розыгрыша соответственно.
| Корзина 1                                                         | Корзина 2                         | Корзина 3                              |
| ----------------------------------------------------------------- | --------------------------------- | -------------------------------------- |
| Сербия (хозяева; назначены в A1) Италия (чемпионы) Испания Россия | Португалия Украина Хорватия Чехия | Словения Азербайджан Венгрия Казахстан |

## Составы
Каждая национальная команда представила заявку из 14 игроков, двое из которых должны быть вратари. Если игрок получил травму или заболел достаточно серьезно, чтобы предотвратить его участие в турнире, тренерский штаб имел возможность заменить его другим игроком до первого матча своей команды.

## Групповой этап
Все матчи пройдут по местному времени (CET или UTC+01:00).
| Цветовые условные обозначения |
| ----------------------------- |
| Квалификация в плей-офф       |

### Группа A
| Команда    | И | В | Н | П | МЗ | МП | РМ | О |
| ---------- | - | - | - | - | -- | -- | -- | - |
| Сербия     | 2 | 2 | 0 | 0 | 8  | 2  | +6 | 6 |
| Португалия | 2 | 1 | 0 | 1 | 7  | 5  | +2 | 3 |
| Словения   | 2 | 0 | 0 | 2 | 3  | 11 | −8 | 0 |

| Сербия                                                      | 5:1   | Словения    |
| ----------------------------------------------------------- | ----- | ----------- |
| Янич 14′ (пен.) · Коцич 21′, 30′ · Райцевич 27′ · Пршич 34′ | Отчет | Осредкар 3′ |

| Словения               | 2:6   | Португалия                                                      |
| ---------------------- | ----- | --------------------------------------------------------------- |
| Чуйеч 2′ · Врховец 19′ | Отчет | Фабиу Сесилио 4′, 39′ · Рикардьо 15′, 23′, 32′ · Педро Кэри 30′ |

| Португалия   | 1:3   | Сербия                              |
| ------------ | ----- | ----------------------------------- |
| Рикардьо 14′ | Отчет | Коцич 7′ · Райцевич 36′ · Симич 39′ |

### Группа B
| Команда | И | В | Н | П | МЗ | МП | РМ | О |
| ------- | - | - | - | - | -- | -- | -- | - |
| Испания | 2 | 2 | 0 | 0 | 9  | 3  | +6 | 6 |
| Украина | 2 | 1 | 0 | 1 | 7  | 7  | 0  | 3 |
| Венгрия | 2 | 0 | 0 | 2 | 5  | 11 | −6 | 0 |

| Испания                                                       | 5:2   | Венгрия       |
| ------------------------------------------------------------- | ----- | ------------- |
| Немет 8′ (авт.) · Бебе 15′ · Мигулин 20′, 29′ · Андресито 20′ | Отчет | Дрот 24′, 38′ |

| Венгрия                     | 3:6   | Украина                                                                   |
| --------------------------- | ----- | ------------------------------------------------------------------------- |
| Дрот 8′, 34′ · Тренчени 30′ | Отчет | Сорокин 2′ · Бондарь 7′, 35′ · Овсянников 25′ · Валенко 36′ · Грицына 30′ |

| Украина     | 1:4   | Испания                            |
| ----------- | ----- | ---------------------------------- |
| Грицына 37′ | Отчет | Алекс 19′, 33′ · Равильос 29′, 39′ |

### Группа C
| Команда   | И | В | Н | П | МЗ | МП | РМ | О |
| --------- | - | - | - | - | -- | -- | -- | - |
| Россия    | 2 | 1 | 1 | 0 | 4  | 3  | +1 | 4 |
| Казахстан | 2 | 1 | 0 | 1 | 5  | 4  | +1 | 3 |
| Хорватия  | 2 | 0 | 1 | 1 | 4  | 6  | −2 | 1 |

| Россия          | 2:1   | Казахстан      |
| --------------- | ----- | -------------- |
| Ромуло 11′, 12′ | Отчет | Жаманкулов 13′ |

| Казахстан                                           | 4:2   | Хорватия                 |
| --------------------------------------------------- | ----- | ------------------------ |
| Дуглас-мл. 6′ · Сулейменов 7′ · Жаманкулов 17′, 27′ | Отчет | Матошевич 7′ · Сутон 33′ |

| Хорватия                      | 2:2   | Россия                       |
| ----------------------------- | ----- | ---------------------------- |
| Робиньо 9′ (авт.) · Новак 25′ | Отчет | Абрамов 12′ · Переверзев 39′ |

### Группа D
| Команда     | И | В | Н | П | МЗ | МП | РМ  | О |
| ----------- | - | - | - | - | -- | -- | --- | - |
| Италия      | 2 | 2 | 0 | 0 | 10 | 0  | +10 | 6 |
| Азербайджан | 2 | 1 | 0 | 1 | 6  | 8  | −2  | 3 |
| Чехия       | 2 | 0 | 0 | 2 | 5  | 13 | −8  | 0 |

| Италия                              | 3:0   | Азербайджан |
| ----------------------------------- | ----- | ----------- |
| Алекс Мерлим 20′, 21′ · Гиассон 29′ | Отчет |             |

| Азербайджан                                                                        | 6:5   | Чехия                                                         |
| ---------------------------------------------------------------------------------- | ----- | ------------------------------------------------------------- |
| Фарзалиев 6′ · Борисов 7′ · Де Араужу 12′ · Эдуардо 20′ · Августо 27′ · Рафаэл 40′ | Отчет | Заруба 10′ · Голи 12′ · Решетар 16′ · Новотны 24′ · Ковач 31′ |

| Чехия | 0:7   | Италия                                                                                  |
| ----- | ----- | --------------------------------------------------------------------------------------- |
|       | Отчет | Фортино 1′, 22′ · Лима 11′ · Мерлим 21′ · Куделка 22′ (авт.) · Хонорио 24′ · Патиас 33′ |

## Стадия плей-офф

### Таблица
|  | Четвертьфиналы | Четвертьфиналы |            |           | Полуфиналы   | Полуфиналы   |  |  | Финал      | Финал |
|  |                |                |            |           |              |              |  |  |            |       |
|  | 8 февраля      |                |            |           |              |              |  |  |            |       |
|  |                |                |            |           |              |              |  |  |            |       |
|  | Сербия         | 2              |            |           |              |              |  |  |            |       |
|  | Сербия         | 2              | 11 февраля |           |              |              |  |  |            |       |
|  | Украина        | 1              |            |           |              |              |  |  |            |       |
|  | Украина        | 1              | Сербия     | 2         |              |              |  |  |            |       |
|  | 9 февраля      |                | Сербия     | 2         |              |              |  |  |            |       |
|  |                | Россия         | 3          |           |              |              |  |  |            |       |
|  | Россия         | Россия         | 3          | 6         |              |              |  |  |            |       |
|  | Россия         |                | 13 февраля | 6         |              |              |  |  |            |       |
|  | Азербайджан    | 2              |            |           |              |              |  |  |            |       |
|  | Азербайджан    | 2              | Россия     | 3         |              |              |  |  |            |       |
|  | 8 февраля      |                | Россия     | 3         |              |              |  |  |            |       |
|  |                | Испания        | 7          |           |              |              |  |  |            |       |
|  | Португалия     | Испания        | 7          | 2         |              |              |  |  |            |       |
|  | Португалия     | 11 февраля     |            | 2         |              |              |  |  |            |       |
|  | Испания        | 6              |            |           |              |              |  |  |            |       |
|  | Испания        | 6              | Испания    | 5         | Третье место | Третье место |  |  |            |       |
|  | 9 февраля      |                | Испания    | 5         | Третье место | Третье место |  |  |            |       |
|  |                | Казахстан      | 3          |           |              |              |  |  |            |       |
|  | Казахстан      | Казахстан      | 3          | 5         | Сербия       | 2            |  |  |            |       |
|  | Казахстан      |                |            | 5         | Сербия       | 2            |  |  |            |       |
|  | Италия         | 2              |            | Казахстан | 5            |              |  |  |            |       |
|  | Италия         | 2              |            |           | 5            |              |  |  |            |       |
|  |                |                |            |           |              |              |  |  | 13 февраля |       |
|  |                |                |            |           |              |              |  |  |            |       |

### Четвертьфиналы
| Сербия               | 2:1 | Украина     |
| -------------------- | --- | ----------- |
| Коцич 2′ · Симич 40′ |     | Грицына 24′ |

| Португалия | 2:6 | Испания |
| ---------- | --- | ------- |
|            |     |         |

| Россия                                                 | 6:2   | Азербайджан     |
| ------------------------------------------------------ | ----- | --------------- |
| Абрамов 7′, 26′ · Ромуло 15′ · Эдер Лима 25′, 39′, 40′ | Отчет | Августо 8′, 29′ |

| Казахстан                                                     | 5:2 | Италия                   |
| ------------------------------------------------------------- | --- | ------------------------ |
| Лео 16′, 40′ · Жаманкулов 19′ · Есенаманов 23′ · Нургожин 37′ |     | Фортино 23′ · Каналь 37′ |

### Полуфиналы
| Сербия                | 2:3 (доп. время) | Россия                                   |
| --------------------- | ---------------- | ---------------------------------------- |
| Коцич 26′ · Симич 36′ |                  | Эдер Лима 13′ · Абрамов 33′ · Ромуло 44′ |

| Испания                                                   | 5:3 | Казахстан                             |
| --------------------------------------------------------- | --- | ------------------------------------- |
| Бебе 8′ · Мигулин 17′ · Рауль Кампос 18′, 39′ · Алекс 27′ |     | Довгань 4′ · Лео 36′ · Жаманкулов 38′ |

### Матч за 3-е место
| Сербия                   | 2:5 | Казахстан                                             |
| ------------------------ | --- | ----------------------------------------------------- |
| Ракич 37′ · Райчевич 39′ |     | Дуглас-мл. 19′, 29′, 33′ · Жаманкулов 20′ · Игита 31′ |

### Финал
| Россия                                   | 3:7 | Испания                                                               |
| ---------------------------------------- | --- | --------------------------------------------------------------------- |
| Ромуло 20′ · Робиньо 32′ · Милованов 40′ |     | Алекс 9′ · Пола 16′, 17′ · Марио Ривильос 17′, 36′ · Мигелин 31′, 35′ |

## Бомбардиры
6 голов
- Алекс
- Мигелин
- Ривильос
- Серик Жаманкулов
- Рикардинью

5 голов
- Ромуло
- Младен Коцич

4 гола
- Золтан Дрот
- Дуглас Жуниор
- Сергей Абрамов
- Эдер Лима

3 гола
- Аугусто
- Рауль Кампос
- Алекс Мерлим
- Родольфо Фортино
- Лео Жарагуа
- Слободан Райчевич
- Милош Симич
- Николай Грыцына

2 гола
- Бебе
- Пола
- Фабиу Сесилиу
- Дмитрий Бондарь

1 гол
- Виталий Борисов
- Рафаэл
- Ризван Фарзалиев
- Финео
- Эдуардо
- Янош Тренченьи
- Андресито
- Даниэль Жассон
- Мауро Каналь
- Габриэль Лима
- Умберто Онорио
- Алессандро Патиас
- Александр Довгань
- Чингиз Есенаманов
- Игита
- Даурен Нургожин
- Динмухамбет Сулейменов
- Педру Кари
- Иван Милованов
- Николай Переверзев
- Робиньо
- Марко Пршич
- Стефан Ракич
- Слободан Яньич
- Гашпер Врховец
- Игор Осредкар
- Кристьян Чуйец
- Евгений Валенко
- Денис Овсянников
- Дмитрий Сорокин
- Ведран Матошевич
- Тихомир Новак
- Йосип Сутон
- Радим Заруба
- Михал Ковач
- Йиржи Новотны
- Лукаш Решетар
- Михал Холы

## Итоговое положение команд
| Место | Команда     |
| ----- | ----------- |
|       | Испания     |
|       | Россия      |
|       | Казахстан   |
| 4     | Сербия      |
| 5     | Италия      |
| 6     | Португалия  |
| 7     | Украина     |
| 8     | Азербайджан |
| 9     | Хорватия    |
| 10    | Венгрия     |
| 11    | Чехия       |
| 12    | Словения    |

## Телевидение
Бразилия: Globosat

 Венгрия: MTV

 Европа: Eurosport

 Испания: Atresmedia

 Казахстан: Казахская радио и телевизионная корпорация

 Португалия: TVI

 Россия: Матч ТВ

 Сербия: RTS

Средне-восточная и северная Африка: beIN Sports